# Hypagyrtis piniata
Hypagyrtis piniata là một loài bướm đêm trong họ Geometridae.